# Cédric Séguin
Cédric Thierry Séguin (* 3. April 1973 in Pierrelatte) ist ein ehemaliger französischer Säbelfechter.

## Erfolge
Cédric Séguin wurde 1999 in Bozen mit der Mannschaft Europameister. Bei den Olympischen Spielen 2000 in Sydney gewann er gemeinsam mit Matthieu Gourdain, Julien Pillet und Damien Touya im Mannschaftswettbewerb nach einer Finalniederlage gegen Russland die Silbermedaille. Séguins einziger Einsatz im Verlauf des Turniers fand im Finalkampf gegen die russische Equipe statt.